# Asylum (film 2008)
Asylum è un film statunitense realizzato per il direct-to-video nel 2008 e diretto da David R. Ellis.